# Piotr Kiełkowski
Piotr Antoni Kiełkowski (ur. 12 czerwca 1893 we Lwowie, zm. 23 stycznia 1940 w Starobielsku) – major piechoty Wojska Polskiego, kawaler Orderu Virtuti Militari.

## Życiorys
Urodził się 12 czerwca 1893 we Lwowie, w rodzinie Piotra i Anieli z Sękowskich. Ukończył szkołę powszechną w Gorlicach, gimnazjum w Krakowie oraz cztery semestry prawa na Uniwersytecie Jagiellońskim. Był członkiem Związku Strzeleckiego.
W 1914 wcielony do cesarskiej i królewskiej Obrony Krajowej. W 1915 został ranny. Pełnił wówczas służbę w 8. kompanii 25 pułku piechoty Obrony Krajowej, w stopniu gefrajtera jednorocznego ochotnika. Walczył na froncie rosyjskim, rumuńskim i włoskim. Tam dostał się do niewoli. Po uwolnieniu wstąpił do Armii gen. Hallera, do 6 pułku strzelców polskich, następnie przeniesiony do 19 pułku strzelców pieszych, który później został przemianowany na 4 pułk strzelców podhalańskich. 
Po powrocie do kraju walczył w wojnie polsko-bolszewickiej. W 1920 awansował na porucznika. 3 maja 1922 został zweryfikowany w stopniu porucznika ze starszeństwem z dniem 1 czerwca 1919 i 198. lokatą w korpusie oficerów piechoty.
3 stycznia przeniesiony do 75 pułku piechoty na stanowisko dowódcy kompanii i adiutanta pułku. 31 marca 1924 został awansowany na kapitana ze starszeństwem z dniem 1 lipca 1923 i 141. lokatą w korpusie oficerów piechoty. 17 grudnia 1931 został awansowany na majora ze starszeństwem z dniem 1 stycznia 1932 i 12. lokatą w korpusie oficerów piechoty. W marcu 1932 został wyznaczony na stanowisko dowódcy batalionu. W sierpniu 1935 został przeniesiony do 50 pułku piechoty Strzelców Kresowych w Kowlu na stanowisko kwatermistrza.
We wrześniu 1939 dowodził II baonem zorganizowanym z pozostałości 50 pp w Kowlu i należącym do Ośrodka Zapasowego 27 Dywizji Piechoty. W czasie kampanii wrześniowej dostał się do niewoli sowieckiej. Został osadzony w obozie NKWD w Starobielsku, w którym zmarł 23 stycznia 1940.

## Ordery i odznaczenia
- Krzyż Srebrny Orderu Virtuti Militari nr 4999
- Krzyż Walecznych
- Medal Niepodległości (9 listopada 1933)[13]
- Srebrny Krzyż Zasługi (10 listopada 1928)[14]